# 王室天文官
王室天文官（おうしつてんもんかん、英語：Astronomer Royal）は、イギリスの王室直属の上級官の名称である。この上級官は2つの地位があり、1675年6月22日付けで発令された本職と、1834年に発令されたスコットランド王室天文官がある。かつては他にアイルランド王室天文官があったが、1966年に廃止された。

## 概要
王立官職としてグリニッジ天文台長の役職であったが、1972年にグリニッジ天文台長に女性天文学者のマーガレット・バービッジが就任した際、王室天文官にはマーチン・ライルが任命された。なお、似たような役職としてはヨーロッパ各国の王室天文官などがある。

## 初代王室天文官
イングランド王チャールズ2世によって創設された王立グリニッジ天文台の官職として、1675年にジョン・フラムスティードが任命される。ジョン・フラムスティードはグリニッジ天文台在職中に、恒星の位置を表す大英恒星目録（1725年）の作成、天体の位置を2次元投影した星座絵などからなる天球図譜（1729年）などを作成した。遠洋航海などでグリニッジと船の間の時刻差を測定することができれば、現在の船の経度などを求められる。そこで、子午線の0度線がグリニッジになったのである。
その後、各王室天文官は王室の名の下に発令され、グリニッジ天文台の責任者としての活動を行った。フラムスティードの場合には、王室長官の下にあって年間100ポンドの報酬と王室メンバーとしての地位を得た。そして、王室に対して天文学や関連する科学的な助言を与える仕事を行った。

## 歴代王室天文官
| 在職期間      | 氏名 | 氏名                                                               |
| ------------- | ---- | ------------------------------------------------------------------ |
| 1675年-1719年 |      | ジョン・フラムスティード Sir John Flamsteed FRS                    |
| 1720年-1742年 |      | エドモンド・ハレー Edmond Halley FRS                               |
| 1742年-1762年 |      | ジェームズ・ブラッドリー James Bradley FRS                         |
| 1762年-1764年 |      | ナサニエル・ブリス The Reverend Nathaniel Bliss                    |
| 1765年-1811年 |      | ネヴィル・マスケリン The Reverend Dr Nevil Maskelyne FRS           |
| 1811年-1835年 |      | ジョン・ポンド John Pond FRS                                       |
| 1835年-1881年 |      | ジョージ・ビドル・エアリー Sir George Biddell Airy PRS KCB         |
| 1881年-1910年 |      | ウィリアム・クリスティ Sir William Henry Mahoney Christie FRS      |
| 1910年-1933年 |      | フランク・ダイソン Sir Frank Watson Dyson KBE FRS                  |
| 1933年-1955年 |      | ハロルド・スペンサー＝ジョーンズ Sir Harold Spencer Jones KBE      |
| 1956年-1971年 |      | リチャード・ウーリー Richard van der Riet Woolley                  |
| 1972年-1982年 |      | マーティン・ライル Sir Martin Ryle                                 |
| 1982年-1990年 |      | フランシス・グレアム＝スミス Sir Francis Graham-Smith              |
| 1991年-1995年 |      | アーノルド・ウォルフェンデール Sir Arnold Whittaker Wolfendale FRS |
| 1995年-現在   |      | マーティン・リース Martin John Rees, Baron Rees of Ludlow, OM, FRS |